# باول بيرك
باول بيرك (بالإنجليزية: Paul Burke)‏ هو لاعب اتحاد الرغبي بريطاني، ولد في 1 مايو 1973 في لندن في المملكة المتحدة.

## وصلات خارجية
- بول بيرك على موقع دوري الرغبي الممتاز (الإنجليزية)
- بول بيرك عل موقع إسبنسكروم (الإنجليزية)
- بول بيرك على موقع ItsRugby.co.uk (الإنجليزية)